# Ogardy
Ogardy (niem. Wugarten) – wieś w Polsce położona w województwie lubuskim, w powiecie strzelecko-drezdeneckim, w gminie Strzelce Krajeńskie.

## Historia
W czasie II wojny światowej Niemcy utworzyli we wsi podobóz pracy przymusowej obozu jenieckiego Stalag II D.
W latach 1945-54 siedziba gminy Ogardy. W latach 1954–1968 wieś należała i była siedzibą władz gromady Ogardy, po jej zniesieniu w gromadzie Strzelce Krajeńskie. W latach 1975–1998 miejscowość administracyjnie należała do województwa gorzowskiego.

## Sport
Siedzibę ma tu klub piłkarski Ludowy Zespół Sportowy „Muszelka” Ogardy założony w 1960 roku i występujący w gorzowskiej klasie okręgowej.

## Zabytki
Do wojewódzkiego rejestru zabytków wpisane są:
- kościół parafialny pod wezwaniem św. Stanisława Kostki[7], z połowy XIII wieku, XIX wieku, 1964 roku
- zespół pałacowy, z XVIII wieku-XIX wieku: 
  - pałac z XIX wieku
  - dwór, nr 63, z początku XIX wieku
  - park.